# Михалкова, Юлия Евгеньевна
Ю́лия Евге́ньевна Михалко́ва-Матю́хина (род. 12 июля 1983, Верхняя Пышма) — российская актриса и телеведущая. Известна по ролям в шоу «Уральские пельмени», участницей которого являлась с 2009 по 2019 год.

## Биография
Родилась 12 июля 1983 года в городе Верхняя Пышма Свердловской области. Училась в средней общеобразовательной школе № 2. Во время учёбы в 10 классе школы начала работать на местном телевидении в должности ведущей молодёжных новостей. После окончания школы поступила на филологический факультет Уральского государственного педагогического университета в Екатеринбурге (специальность — преподаватель русского языка и литературы), где с первого курса стала участницей университетской команды КВН «НеПарни», которая играла в Премьер-лиге. Через два года учёбы в педагогическом университете поступила в Екатеринбургский государственный театральный институт (специальность — актриса драматического театра, кино и телевидения), который окончила в 2008 году.

## Карьера

### Театр
С января 2022 года вместе с Марией Кравченко начала выступать в главной роли в комедийном спектакле «Отдам бывшего в хорошие руки».

### Телевидение
В 2005 году стала ведущей программы передач на «Четвёртом канале» екатеринбургского телевидения, позже стала вести прогноз погоды в «Новостях».
С 2009 по 2019 год — актриса комедийного шоу «Уральские пельмени».
23 октября 2013 года на церемонии награждения «Прорыв года-2013» по версии журнала «MODA topical» в рамках проекта «Уральские пельмени» она получила награду в номинации «Лучшее комедийное шоу».
29 октября 2019 года объявила об уходе из шоу «Уральские пельмени»; причиной ухода стало желание актрисы заниматься собственными проектами и переезд в Москву. С 2020 года ведущая в проекте «Детский КВН» на СТС. 10 августа 2020 года на телеканале СТС стал выходить скетчком «Сториз», в котором Михалкова сыграла главную роль.
Возглавляла Центр правильной и красивой речи «Речевик», а также была создательницей благотворительной организации «Счастье».

### Музыка
В начале 2012 года участвовала в записи песни и снялась в клипе проекта участника группы «Смысловые галлюцинации» Николая Ротова — Rotoff «Звезда Геленджика».
29 марта 2012 года совместно с Алексеем Завьяловым записала песню и снялась в клипе «Юля-красотуля». 18 июля 2013 года Михалкова и Алексей Завьялов записали песню «Моё сердце для тебя». Осенью 2013 года был записан сингл «Если нет» совместно с рэп-исполнителем Стеном.
Периодически исполняла вокальные партии в номерах шоу «Уральские пельмени» (песни «Порш» и «Губы»).

### Общественная деятельность
Участвует в различных общественно значимых мероприятиях Свердловской области, в том числе православного характера (например, «является лицом православного фестиваля постной кухни»).
В 2016 году появилась на обложке книги «Батюшка онлайн» «О вере».
Была приглашена в Кремль на торжественную церемонию вступления в должность президента Российской Федерации Владимира Путина 7 мая 2018 года.
С 2019 года является амбассадором экологической акции «Вода России», реализуемого в рамках национального проекта «Экология». Приняла участие в уборке прибрежной территории в Перми, Новосибирске, Санкт-Петербурге, Геленджике, Магасе, Екатеринбурге и Владикавказе.
В 2020 году поддержала вынесенные Владимиром Путиным на общероссийское голосование поправки в Конституцию и снялась в агитационном ролике.

### Политическая деятельность
Михалкова участвовала в политике. В 2016 году она заняла третье место на праймериз «Единой России» для последующего выдвижения в Государственную думу, но затем сняла свою кандидатуру. В 2018 году пыталась зарегистрироваться кандидатом в депутаты Екатеринбургской городской думы. В 2020 году Михалкова заявила, что в обозримом будущем не видит для себя «политической перспективы».

#### Участие в предварительном голосовании «Единой России»
В 2016 году выдвинула свою кандидатуру на предварительное голосование «Единой России» для участия в выборах депутатов Госдумы, по итогам которых заняла проходное третье место.
Журналист и телеведущий Владимир Соловьёв негативно оценил перспективы Михалковой как политика и призвал сменить фамилию во избежание ассоциаций с более известными её носителями. В 2020 году Михалкова ответила Соловьёву:

…мне было странно слышать совет сменить фамилию. Я же не советую Владимиру Рудольфовичу тоже сменить фамилию — на том лишь основании, что, к примеру, для меня личность выдающегося историка Сергея Михайловича Соловьева является на сто порядков значительнее личности одного из сотрудников телевидения.
Под давлением областной администрации и по просьбе Екатеринбургского митрополита Ю. Михалкова-Матюхина сняла кандидатуру с выборов. В 2020 году Михалкова говорила, что ей угрожали. В СМИ появилась информация, что в обмен на отказ от выдвижения в Государственную думу она станет кандидатом от «Единой России» на выборах в Законодательное собрание Свердловской области в 2016 году. Михалкова не смирилась со снятием своей кандидатуры и снялась в миниатюре-пародии «Праймериз Уральских пельменей». В этой пародии, видимо, содержится завуалированная критика партийных функционеров свердловского областного отделения «Единой России». Например, один из персонажей миниатюры, «действующий депутат законодательного собрания» Роман Пустозвонов заявил, что у него «кухарка семь месяцев не получает зарплату». После этого в июле 2016 года стало известно, что Михалкова не включена в утверждённый список кандидатов от «Единой России» в Законодательное собрание Свердловской области.

#### Выборы вгородскую думу Екатеринбурга
В июле 2018 года Юлия Михалкова подала документы для регистрации кандидатом на выборах в городскую думу Екатеринбурга в качестве самовыдвиженца. Была зарегистрирована кандидатом, однако в августе суд отменил её регистрацию.

#### Санкции
В 2022 году поддержала нападение России на Украину. 7 января 2023 года Михалкова внесена в санкционный список Украины, лиц «которые публично призывают к агрессивной войне, оправдывают и признают законной вооруженную агрессию РФ против Украины». Ранее Михалкова была внесена ФБК в список коррупционеров и разжигателей войны за поддержку агрессии России против Украины.

## Личная жизнь
Несколько лет встречалась с политиком, депутатом Законодательного собрания Свердловской области Игорем Даниловым. Пара рассталась в 2014 году.
Увлечения – тактическая стрельба, метание ножей и спиц, фехтование.

## Фильмография
| Год  |   | Название            | Роль                                                |  |
| ---- | - | ------------------- | --------------------------------------------------- |  |
| 2008 | с | Серебро             | вогулка                                             |  |
| 2010 | ф | Влюблён и безоружен | невеста Владимира Авдеева                           |  |
| 2011 | с | Моржовка            | Алёнка, секретарша председателя колхоза             |  |
| 2011 | с | Нереальная история  | девушка                                             |  |
| 2012 | с | Реальные пацаны     | Виола, бывшая любовница Оборина (4 сезон, 75 серия) |  |
| 2013 | с | Стройка             | Юля                                                 |  |
| 2017 | ф | Везучий случай      | Галя                                                |  |
| 2020 | с | Сториз              | Имя персонажа не указано                            |  |
| 2021 | с | Стриптизёры         | Мила                                                |  |
| 2024 | ф | Уралочка            | Валентина                                           |  |